# Ансай (рудник)
Ансай (рудник) – гірничодобувне підприємство у центральній частині Південно-Казахстанської області.
Будівництво рудника на баритовому родовищі Ансай почалось у 1986 році та було зупинена в 1996-му на тлі ліквідації Ачісайського поліметалічного комбінату (є думка, що затоплення рудників родовища Міргалімсай унеможливило вилучення до 65 млн тон баритових руд з розташованого всього за кілька кілометрів Ансай). 
В 2001-му компанія «Южполиметал» відновила розкривні роботи, а з 2002 по 2008 роки їх провадила компанія «Барит Ойл Кентау». Видобута руда в обсягах до 100 тисяч тон на рік перероблялась на Кентауській збагачувальній фабриці. Далі роботи знову зупинились, при цьому на той час кар’єр вже досягнув глибини біля 50 метрів.
На початку 2020-х про плани узятись за розробку Ансай оголосила компанія «GRK Metallinvest». За проектом передбачалось протягом 25 років щорічно вилучати 200 – 250 тисяч тон руди. Видобуток мали вести відкритим способом із поглибленням кар’єру до 100 метрів (при цьому геологічний відвід охоплював ще 750 метрів, вилучення звідки бариту було можливим за допомогою підземного методу). Втім, у 2023 році з’явились дані, що уряд позбавив «GRK Metallinvest» ліцензії на розробку Ансай.